# Laufwasserkraftwerk Koblenz
Das Laufwasserkraftwerk Koblenz (auch Moselkraftwerk Koblenz) ist das erste in einer Kette von zwölf Laufwasserkraftwerken im deutschen Moselabschnitt. Es bildet mit der Staustufe Koblenz eine Einheit und liegt bei Gewässerkilometer 1,94 am rechten Moselufer in unmittelbarer Nähe der Moselmündung (Deutsches Eck) in Koblenz. Das Kraftwerk wird von RWE Innogy betrieben und ist mit einer installierten Leistung von 16 MW als Grundlastkraftwerk in der Lage, den Strombedarf von etwa 18.000 Haushalten zu decken.

## Geschichte
Die Verwirklichung des Moselkraftwerks Koblenz geht auf Pläne der Reichsregierung aus den Jahren 1938 bis 1940 zurück, die  den Ausbau der Mosel zum Schifffahrtsweg mit sechs Staustufen vorsahen.
Der Bau der Staustufe Koblenz durch das Großbauunternehmen Bauwens aus Köln begann bereits 1941, musste jedoch während des Zweiten Weltkriegs eingestellt werden. Erst 1948 wurden die Bauarbeiten unter Aufsicht der französischen Besatzungsmacht wieder aufgenommen. Im Jahr 1951 erfolgte die Inbetriebnahme des Kraftwerks.

## Technik

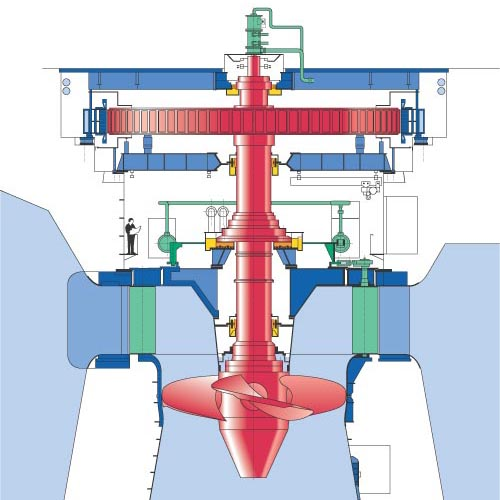
Beispiel für die Einbausituation der Maschinensätze im Kraftwerk Koblenz

Im Moselkraftwerk Koblenz sind vier Maschinensätze installiert. Ein Satz besteht aus einer Kaplan-Turbine mit senkrechter Welle und einem darüber angeordneten Drehstrom-Synchrongenerator, ausgeführt als sogenannter Schirmgenerator. Der erzeugte Strom wird über zwei Maschinentransformatoren in das Stromnetz eingespeist. Sie sind am rechten Moselufer im Bereich des Einlaufbauwerks im Freien aufgestellt. Das Maschinenhaus hat vom Einlaufrechen bis zur Mündung des Turbinensaugrohres eine Länge von 40,10 m. Der Einlaufbereich der Turbinen ist 68,80 m breit. Der Portalkran auf dem Dach des Maschinenhauses ermöglicht Montage- und Wartungsarbeiten an den Maschinensätzen. Der Betrieb des Kraftwerks ist vollautomatisch und wird von der Zentralwarte an der Staustufe Fankel überwacht.

### Turbine
Die im Moselkraftwerk Koblenz eingesetzten Turbinen sind zweifach geregelte Kaplan-Turbinen, die für einen Volumenstrom von 95 m³/s ausgelegt sind. Sie werden über die hydraulisch verstellbaren Schaufeln des rotierenden Laufrades bzw. des feststehenden Leitapparates sowie über Windkessel geregelt. Das Laufrad ist mit fünf Schaufeln ausgestattet und hat einen Durchmesser von 4,9 Metern. Die Nenndrehzahl beträgt 71,5/min. Der Leitapparat verfügt über 24 Schaufeln.

### Generator
Die 84-polige Schenkelpolmaschine ist direkt an die Turbine gekoppelt und gibt bei einer Nennspannung von 10,5 kV eine elektrische Leistung von 4 MVA ab.